# Султангазиев, Марат Елеусизович
Марат Елеусизович Султангазиев (каз. Марат Елеусізұлы Сұлтанғазиев, родился 24 февраля 1976 года, в Алматинской области) — казахстанский государственный деятель, аким Алматинской области

## Образование
Получил высшее образование в Алматинский государственный университет им. Абая в 1997 году по специальности «Экономист-финансист». Закончил Казахскую государственную юридическую академию в 2001 году получив специальность юриста. Также учился в Казахском экономическом университете им. Т.Рыскулова в 2010 году по специальности «Магистр делового администрирования»

## Карьера
Трудовую деятельность начал в 1997 г. специалистом первой категории отдела проверок юридических лиц Налогового отдела.
С 1998—2001 г. работал налоговым инспектором, старшим налоговым инспектором, ведущим налоговым инспектором, и. о. главного специалиста — главного налогового инспектора Налогового комитета по г. Алматы.
В 2001—2010 гг. продолжил работу в Налоговом комитете по г. Алматы, работал заместителем начальника Налогового Департамента по г. Алматы.
В 2010—2012 гг. занимал руководящие должности в Министерстве финансов РК.
В 2012—2014 гг. — заведующий сектором Отдела социально-экономического мониторинга Администрации Президента РК.
В 2014—2017 гг. — руководитель Департамента государственных доходов по г. Алматы Комитета государственных доходов Министерства финансов РК.
С июня 2017 по октябрь 2018 года занимал должность заместителя заведующего Отделом социально-экономического мониторинга Администрации Президента РК.
С 2018 по 2021 год работал председателем Комитета государственных доходов Министерства финансов РК.
С мая 2018 по январь 2022 года занимал должность вице-министра финансов Республики Казахстан
С января 2022 до 11 июня был первым вице-министром финансов Республики Казахстан
С 11 июня 2022 года аким Алматинской области